# Myriapora subgracilis
Myriapora subgracilis är en mossdjursart som först beskrevs av d'Orbigny 1853.  Myriapora subgracilis ingår i släktet Myriapora och familjen Myriaporidae. Utöver nominatformen finns också underarten M. s. variabilis.